# Romeo Rivers
Romeo Norman Rivers (Springfield, 28 marzo 1907 – Winnipeg, 4 maggio 1986) è stato un hockeista su ghiaccio canadese.

## Palmarès

### Olimpiadi invernali
- Oro a Lake Placid 1932 nell'hockey su ghiaccio.